# Fußball-Europameisterschaft 1996/Gruppe C
Dieser Artikel umfasst die Spiele der Gruppe C der Fußball-Europameisterschaft 1996 mit allen statistischen Details:
| Pl.                                                               | Land        | Sp. | S | U | N | Tore    | Diff. | Punkte |
| ----------------------------------------------------------------- | ----------- | --- | - | - | - | ------- | ----- | ------ |
| 1.                                                                | Deutschland | 3   | 2 | 1 | 0 | 005:000 | +5    | 07     |
| 2.                                                                | Tschechien  | 3   | 1 | 1 | 1 | 005:600 | −1    | 04     |
| 3.                                                                | Italien     | 3   | 1 | 1 | 1 | 003:300 | ±0    | 04     |
| 4.                                                                | Russland    | 3   | 0 | 1 | 2 | 004:800 | −4    | 01     |
| Für die Platzierung 2 und 3 ist der direkte Vergleich maßgeblich. |             |     |   |   |   |         |       |        |

## Deutschland – Tschechien 2:0 (2:0)
| Deutschland                                                     | Deutschland | Tschechien | Tschechien | Aufstellung                              |
| --------------------------------------------------------------- | --- | --- | ---------- | ---------------------------------------- |
| Deutschland                                                     | \| Sonntag, 9. Juni 1996 um 17:00 Uhr in Manchester (Old Trafford) \| \| Zuschauer: 37.300 \| \| Schiedsrichter: David Elleray ( England) \| | \| Sonntag, 9. Juni 1996 um 17:00 Uhr in Manchester (Old Trafford) \| \| Zuschauer: 37.300 \| \| Schiedsrichter: David Elleray ( England) \|                                                                                     | Tschechien | Aufstellung Deutschland gegen Tschechien |
| Deutschland                                                     | Andreas Köpke – Thomas Helmer, Matthias Sammer, Jürgen Kohler (14. Markus Babbel) – Stefan Reuter, Dieter Eilts, Thomas Häßler, Christian Ziege – Andreas Möller – Fredi Bobič (65. Thomas Strunz), Stefan Kuntz (83. Oliver Bierhoff) Cheftrainer: Berti Vogts | Petr Kouba – Michal Horňák, Miroslav Kadlec , Jan Suchopárek – Radoslav Látal, Martin Frýdek (46. Patrik Berger), Radek Bejbl, Jiří Němec, Pavel Nedvěd – Karel Poborský (46. Radek Drulák), Pavel Kuka Cheftrainer: Dušan Uhrin | Tschechien | Aufstellung Deutschland gegen Tschechien |
| Deutschland                                                     | 1:0 Ziege (26.) 2:0 Möller (32.) | | Tschechien | Aufstellung Deutschland gegen Tschechien |
| Deutschland                                                     | Ziege, Strunz, Möller, Babbel, Reuter, Häßler | Bejbl, Nedvěd, Kadlec, Drulák | Tschechien | Aufstellung Deutschland gegen Tschechien |
| Sonntag, 9. Juni 1996 um 17:00 Uhr in Manchester (Old Trafford) | | |            |                                          |
| Zuschauer: 37.300                                               | | |            |                                          |
| Schiedsrichter: David Elleray ( England)                        | | |            |                                          |

## Italien – Russland 2:1 (1:1)
| Italien                                                     | Italien | Russland | Russland | Aufstellung                        |
| ----------------------------------------------------------- | --- | --- | -------- | ---------------------------------- |
| Italien                                                     | \| Dienstag, 11. Juni 1996 um 16:30 Uhr in Liverpool (Anfield) \| \| Zuschauer: 35.120 \| \| Schiedsrichter: Leslie Mottram ( Schottland) \| | \| Dienstag, 11. Juni 1996 um 16:30 Uhr in Liverpool (Anfield) \| \| Zuschauer: 35.120 \| \| Schiedsrichter: Leslie Mottram ( Schottland) \| | Russland | Aufstellung Italien gegen Russland |
| Italien                                                     | Angelo Peruzzi – Alessandro Costacurta, Roberto Mussi, Luigi Apolloni, Paolo Maldini – Angelo Di Livio (61. Diego Fuser), Demetrio Albertini, Roberto Di Matteo – Alessandro Del Piero (46. Roberto Donadoni) – Pierluigi Casiraghi (79. Fabrizio Ravanelli), Gianfranco Zola Cheftrainer: Arrigo Sacchi | Stanislaw Tschertschessow – Wiktor Onopko – Omari Tetradse, Jewgeni Buschmanow (46. Igor Janowski), Juri Kowtun – Andrei Kantschelskis, Ilja Zymbalar (71. Igor Dobrowolski), Waleri Karpin (64. Sergei Kirjakow), Wladislaw Radimow – Igor Kolywanow, Alexander Mostowoi Cheftrainer: Oleg Romanzew | Russland | Aufstellung Italien gegen Russland |
| Italien                                                     | 1:0 Casiraghi (5.) 2:1 Casiraghi (52.) | 1:1 Zymbalar (21.) | Russland | Aufstellung Italien gegen Russland |
| Italien                                                     | Albertini, Donadoni | Onopko, Kolywanow, Kowtun | Russland | Aufstellung Italien gegen Russland |
| Dienstag, 11. Juni 1996 um 16:30 Uhr in Liverpool (Anfield) | | |          |                                    |
| Zuschauer: 35.120                                           | | |          |                                    |
| Schiedsrichter: Leslie Mottram ( Schottland)                | | |          |                                    |

## Tschechien – Italien 2:1 (2:1)
| Tschechien                                                 | Tschechien | Italien | Italien | Aufstellung                          |
| ---------------------------------------------------------- | --- | --- | ------- | ------------------------------------ |
| Tschechien                                                 | \| Freitag, 14. Juni 1996 um 19:30 Uhr in Liverpool (Anfield) \| \| Zuschauer: 37.320 \| \| Schiedsrichter: Antonio López Nieto ( Spanien) \|                                                                                         | \| Freitag, 14. Juni 1996 um 19:30 Uhr in Liverpool (Anfield) \| \| Zuschauer: 37.320 \| \| Schiedsrichter: Antonio López Nieto ( Spanien) \| | Italien | Aufstellung Tschechien gegen Italien |
| Tschechien                                                 | Petr Kouba – Michal Horňák, Miroslav Kadlec , Jan Suchopárek – Radoslav Látal (88. Václav Němeček), Radek Bejbl, Jiří Němec, Pavel Nedvěd – Patrik Berger (64. Vladimír Šmicer) – Karel Poborský, Pavel Kuka Cheftrainer: Dušan Uhrin | Angelo Peruzzi – Alessandro Costacurta, Roberto Mussi, Luigi Apolloni, Paolo Maldini – Diego Fuser, Dino Baggio (39. Amedeo Carboni), Demetrio Albertini, Roberto Donadoni – Enrico Chiesa (78. Gianfranco Zola), Fabrizio Ravanelli (58. Pierluigi Casiraghi) Cheftrainer: Arrigo Sacchi | Italien | Aufstellung Tschechien gegen Italien |
| Tschechien                                                 | 1:0 Nedvěd (5.) 2:1 Bejbl (35.) | 1:1 Chiesa (15.) | Italien | Aufstellung Tschechien gegen Italien |
| Tschechien                                                 | Suchopárek, Látal, Kuka, Kadlec (2.,gesperrt) | Fuser, Apolloni | Italien | Aufstellung Tschechien gegen Italien |
| Tschechien                                                 | Apolloni (29.) | | Italien | Aufstellung Tschechien gegen Italien |
| Freitag, 14. Juni 1996 um 19:30 Uhr in Liverpool (Anfield) | | |         |                                      |
| Zuschauer: 37.320                                          | | |         |                                      |
| Schiedsrichter: Antonio López Nieto ( Spanien)             | | |         |                                      |

## Deutschland – Russland 3:0 (0:0)
| Deutschland                                                      | Deutschland | Russland | Russland | Aufstellung                            |
| ---------------------------------------------------------------- | --- | --- | -------- | -------------------------------------- |
| Deutschland                                                      | \| Sonntag, 16. Juni 1996 um 15:00 Uhr in Manchester (Old Trafford) \| \| Zuschauer: 50.760 \| \| Schiedsrichter: Kim Milton Nielsen ( Dänemark) \| | \| Sonntag, 16. Juni 1996 um 15:00 Uhr in Manchester (Old Trafford) \| \| Zuschauer: 50.760 \| \| Schiedsrichter: Kim Milton Nielsen ( Dänemark) \| | Russland | Aufstellung Deutschland gegen Russland |
| Deutschland                                                      | Andreas Köpke – Markus Babbel, Matthias Sammer, Thomas Helmer – Stefan Reuter, Thomas Häßler (67. Steffen Freund), Dieter Eilts, Christian Ziege – Andreas Möller (87. Thomas Strunz) – Jürgen Klinsmann , Oliver Bierhoff (85. Stefan Kuntz) Cheftrainer: Berti Vogts | Dmitri Charin – Wiktor Onopko – Omari Tetradse, Juri Nikiforow, Juri Kowtun – Andrei Kantschelskis, Ilja Zymbalar, Dmitri Chochlow (66. Igor Simutenkow), Wladislaw Radimow (46. Waleri Karpin) – Alexander Mostowoi, Igor Kolywanow Cheftrainer: Oleg Romanzew | Russland | Aufstellung Deutschland gegen Russland |
| Deutschland                                                      | 1:0 Sammer (56.) 2:0 Klinsmann (77.) 3:0 Klinsmann (90.) | | Russland | Aufstellung Deutschland gegen Russland |
| Deutschland                                                      | Babbel (2., gesperrt), Bierhoff | Kantschelskis, Onopko (2., gesperrt) | Russland | Aufstellung Deutschland gegen Russland |
| Deutschland                                                      | Juri Kowtun (71.) | | Russland | Aufstellung Deutschland gegen Russland |
| Sonntag, 16. Juni 1996 um 15:00 Uhr in Manchester (Old Trafford) | | |          |                                        |
| Zuschauer: 50.760                                                | | |          |                                        |
| Schiedsrichter: Kim Milton Nielsen ( Dänemark)                   | | |          |                                        |

## Italien – Deutschland 0:0
| Italien                                                           | Italien | Deutschland | Deutschland | Aufstellung                           |
| ----------------------------------------------------------------- | --- | --- | ----------- | ------------------------------------- |
| Italien                                                           | \| Mittwoch, 19. Juni 1996 um 19:30 Uhr in Manchester (Old Trafford) \| \| Zuschauer: 53.740 \| \| Schiedsrichter: Guy Goethals ( Belgien) \| | \| Mittwoch, 19. Juni 1996 um 19:30 Uhr in Manchester (Old Trafford) \| \| Zuschauer: 53.740 \| \| Schiedsrichter: Guy Goethals ( Belgien) \|                                                                            | Deutschland | Aufstellung Italien gegen Deutschland |
| Italien                                                           | Angelo Peruzzi – Alessandro Costacurta, Roberto Mussi, Paolo Maldini , Amedeo Carboni (76. Moreno Torricelli) – Diego Fuser (81. Angelo Di Livio), Demetrio Albertini, Roberto Di Matteo (67. Enrico Chiesa), Roberto Donadoni – Pierluigi Casiraghi, Gianfranco Zola Cheftrainer: Arrigo Sacchi | Andreas Köpke – Steffen Freund, Matthias Sammer, Thomas Helmer – Thomas Strunz, Thomas Häßler, Dieter Eilts, Christian Ziege – Andreas Möller (89. Marco Bode) – Jürgen Klinsmann , Fredi Bobič Cheftrainer: Berti Vogts | Deutschland | Aufstellung Italien gegen Deutschland |
| Italien                                                           | Casiraghi | Strunz | Deutschland | Aufstellung Italien gegen Deutschland |
| Italien                                                           | Strunz (60.) | | Deutschland | Aufstellung Italien gegen Deutschland |
| Italien                                                           | Köpke hält Foulelfmeter von Zola (9.) | | Deutschland | Aufstellung Italien gegen Deutschland |
| Mittwoch, 19. Juni 1996 um 19:30 Uhr in Manchester (Old Trafford) | | |             |                                       |
| Zuschauer: 53.740                                                 | | |             |                                       |
| Schiedsrichter: Guy Goethals ( Belgien)                           | | |             |                                       |

## Tschechien – Russland 3:3 (2:0)
| Tschechien                                                  | Tschechien | Russland | Russland | Aufstellung                           |
| ----------------------------------------------------------- | --- | --- | -------- | ------------------------------------- |
| Tschechien                                                  | \| Mittwoch, 19. Juni 1996 um 19:30 Uhr in Liverpool (Anfield) \| \| Zuschauer: 21.128 \| \| Schiedsrichter: Anders Frisk ( Schweden) \|                                                                                          | \| Mittwoch, 19. Juni 1996 um 19:30 Uhr in Liverpool (Anfield) \| \| Zuschauer: 21.128 \| \| Schiedsrichter: Anders Frisk ( Schweden) \| | Russland | Aufstellung Tschechien gegen Russland |
| Tschechien                                                  | Petr Kouba – Michal Horňák, Luboš Kubík, Jan Suchopárek – Radoslav Látal, Radek Bejbl, Jiří Němec , Pavel Nedvěd – Patrik Berger (89. Václav Němeček) – Karel Poborský, Pavel Kuka (69. Vladimír Šmicer) Cheftrainer: Dušan Uhrin | Stanislaw Tschertschessow – Omari Tetradse, Sergei Gorlukowitsch, Juri Nikiforow, Igor Janowski – Waleri Karpin, Wladislaw Radimow, Dmitri Chochlow, Ilja Zymbalar (68. Igor Schalimow) – Igor Kolywanow (46. Wladimir Bestschastnych), Igor Simutenkow (46. Alexander Mostowoi) Cheftrainer: Oleg Romanzew | Russland | Aufstellung Tschechien gegen Russland |
| Tschechien                                                  | 1:0 Suchopárek (5.) 2:0 Kuka (19.) 3:3 Šmicer (88.) | 2:1 Mostowoi (49.) 2:2 Tetradse (54.) 2:3 Bestschastnych (85.) | Russland | Aufstellung Tschechien gegen Russland |
| Tschechien                                                  | Nedvěd (2., gesperrt), Němec | Nikiforow, Radimow, Zymbalar, Janowski | Russland | Aufstellung Tschechien gegen Russland |
| Mittwoch, 19. Juni 1996 um 19:30 Uhr in Liverpool (Anfield) | | |          |                                       |
| Zuschauer: 21.128                                           | | |          |                                       |
| Schiedsrichter: Anders Frisk ( Schweden)                    | | |          |                                       |